# John Augustine Zahm
John Augustine Zahm né le 11 juin 1851 à New Lexington et mort le 10 novembre 1921 à Munich, est un scientifique, un explorateur et un écrivain américain.

## Biographie
Il est le fils de Jacob M. Zahm et de Mary née Braddock. Il obtient son Bachelor of Arts à l’université Notre-Dame de l’Indiana en 1871. Il entre alors dans la Congrégation de Sainte-Croix. En 1874, il commence à travailler dans le département des sciences de cette Congrégation, département qu’il dirige l’année suivante. Un peu plus tard, il dirige l’université Notre-Dame. Parallèlement à ses activités, il enseigne dans de nombreux établissements catholiques aux États-Unis d'Amérique. En 1895, le pape Léon XIII (1878-1903), lui donne un Ph. D. honoraire.
Il est notamment l’auteur d’Evolution and Dogma ; Bible Science and Faith : Sound and Music ; Catholic Science and Catholic Scientists ; Scientific Theory and Catholic Doctrine ; Science and the Church ; Evolution and Theology ; Souvenirs of Travel ; Alaska, the Country and the People ; Hawaii and the Hawaiians.
Il s’intéresse à l’Amérique du Sud et participe à une mission d’exploration scientifique entre 1913-1914 où il constitue une immense collection tant d’échantillons scientifiques que religieuses. Il publie, sous divers pseudonymes (dont celui de Mozans) : Following the Conquistadores Up the Orinoco and Down the Magdalena ; Down the Amazon ; The Quest of El Dorado ; Following the Conquistadores Through South America’s Southland. Il s’intéresse aussi à l’histoire des sciences et publie The Great Inspirers et Women in Science.
Passionné par Dante (v. 1265-1321), il crée l’un des plus importantes bibliothèques américaines consacrée à ce sujet.